# 日本聖教会
日本聖教会（にほんせいきょうかい）はホーリネスの分裂の事件の結果、委員会側に分かれた団体。1936年に成立して、1941年の日本基督教団の成立の際に、第6部になり、日本聖教会の組織は消滅した。

## 歴史

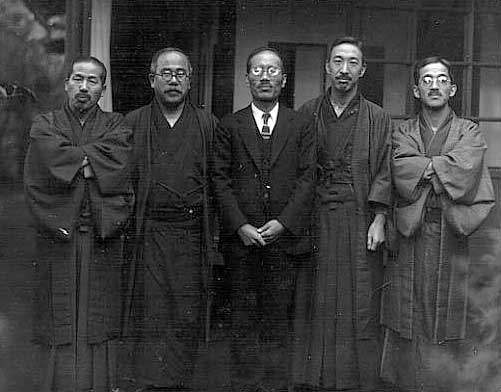
日本聖教会の指導者（左から、米田豊、一宮政吉、菅野鋭、小原十三司、車田秋次）

### 分裂騒動
1932年初頭から中田重治は日ユ同祖論に、独自の聖書解釈を加えた、再臨についての自説を公に説くようになった。10月22日聖書学院の新学期の直前に、中田重治は自分の方針に従って講義してほしいと、聖書学院の五教授（車田秋次、米田豊、一宮政吉、小原十三司、土屋顕一）に書簡を送った。車田、米田、小原と川端京五郎、板垣賛造はことの是非を問うために臨時総会を招集した。中田は、一旦は召集に応じたがそれを取り消し、監督の承認を経ない総会は非合法であると見なして、10月19日付けで中田重治は五教授を解任し、それに対抗して10月23日中田は全国教役者会を非常招集した。
10月25日に淀橋教会で臨時総会が開かれた。翌日、10月26日に中田重治の監督解職の案が出されて、全会一致で決定された。
監督の代わりに、委員会制度が設けられ、五人に委員として、車田秋次、米田豊、菅野鋭、小原十三司、一宮政吉が選ばれ、この五人によってホーリネス教会が運営されることになった。しかし、中田を支持する者も、半数近くあり、ホーリネス教会は二つに分離することになった。神田教会の所属をめぐる対立は新聞沙汰になった。後に、中田重治は臨時総会を無効とする民事訴訟を起こした。1934年3月5日に東京地方裁判所において、赤木判事を中心として、和解談が始まった。双方より三名の委員を選び、和解案を出すことになった。

### 和協分離
1935年11月28日正午、鉄道ホテルで和協午餐会を開き、ホーリネス教団の和協分離が決定された。1936年10月に和協覚書を取り交わし和協分離が成立した。委員会側は日本聖教団を名乗る事になり、車田秋次が指導者になった。中田側は中田を終身監督とするきよめ教会となった。

## 日本基督教団
1939年に政府の連絡と奉仕の必要のために、基督教連盟に加入した。しかし、信仰上の相違のために福音主義の教派の連合組織として、1939年9月に東亜聖化同盟を結成した。そして、純福音派の合同の可能性を探ったが、教派合同の中で提携を目指すことになった。1940年の「皇紀二千六百年奉祝全国基督教信徒大会」の当日に、臨時総会を開いて合同参加を決定した。日本基督教団が成立する直前の1941年3月23日に函館聖教会の牧師補小山宗祐が獄中死したが、1941年6月24日日本基督教団成立の際には、第6部として加入した。第6部の代表は車田秋次で、常議員は車田と小原十三司と米田豊だった。小原は教団国外伝道局長に選らばれた。

## ホーリネス弾圧事件
1942年第一次一斉検挙の時と翌1943年4月の第二次検挙あわせて、全部で134名、第6部からは60名が検挙された。134人の内75名が起訴された。最終的に７名が獄死した。そのうちの一人菅野鋭は1943年12月に肺結核で獄中死する。車田秋次と米田豊は実刑判決を受ける。1943年4月に文部省から第6部と第9部の教会設立認可の取り消し処分と、教師たちの辞職の命令の通達がなされ、日本基督教団はそれを獄中にある教師たちに通達して実行される。教会の解散命令によってホーリネス系の信徒たちは散らされた。空襲で淀橋教会は焼失した。

### 戦後復興
戦後、1949年6月に、東洋宣教会からの申し出を受けて、旧日本聖教団の中で教団内にとどまっていたのでは信仰を保てないと判断した人々が、車田秋次を中心として日本ホーリネス教団を設立した。翌年、米田豊も加わった。しかし、日本基督教団内にとどまってホーリネスの信仰を保つ事を目指した人々は、小原十三司、一宮政吉、小出忍らがホーリネスの群を結成して教団に残った。
1984年に、日本基督教団は戦時中の処置の誤りを認めて、関係者とその家族を教団総会に招いて正式に謝罪した。